# Коста Войнович
Коста Йованович Войнович или Воинович (на сръбски: Коста Јовановић Војиновић) е сръбски четник от началото на ΧΧ век.

## Биография
Роден е в Смедерево в семейство на преселници от Вучитрън, Косово, затова е наричан Косовац, тоест Косовец. Учи в Смедерево, Белград и след това във Виена, където завършва търговска гимназия. Отбива редовната си служба във Враня, където се установява за постоянно. Преди Балканските войни има спедиторска фирма, която осъществява превози между Враня, Скопие и Солун.
По време на Първата световна война е доброволец и се бие на Дрина с австро-унгарската армия. След разгрома на сръбската армия от българската в Косово, Войнович се установява в Косовска Митровица, където поради владеенето на немски език е назначен за преводач на командващия австрийската жандармерия, благодарение на което успява да получи разрешение от окупационните австро-унгарски военни власти да пътува свободно и съответно да изгради съпротивителни организационни клетки от разпуснатите по къщите си бивши сръбски офицери и войници. Постепенно влиза в полезрението на австро-унгарското военно контраразузнаване и преди да бъде арестуван през месец август 1916 г. избягва в Копаоник, където вече има организирани сръбски чети. Около Лепосавич в Северно Косово в края на лятото на 1916 г. под командването на Войнович и Рудинац е формиран отряд от 50 въоръжени четници. През септември и октомври четниците на Войнович извършват две големи нападения, при които австро-унгарските сили дават общо над 70 убити и се виждат принудени да вземат сериозни мерки за неутрализирането на четата на Войнович. Тези събития и реакцията на тях от страна на австро-унгарските окупационни власти, принуждават четниците на Войнович да се преместят на юг в района на Топлица, който е под български контрол.
Заедно с прехвърления от Солунския фронт диверсант Коста Пекянец, Войнович организира Топлишкото въстание с около 300 четници.
Действията на четниците на Войнович принуждават българските военни власти да вземат бързи мерки за неутрализирането на дейността на Войнович. След 15 октомври 1917 г. с наближаването на зимата, положението на Войнович става критично, след като в сражение с българската армия падат убити 18 от останалите му верни четници, а други 10 са ранени. Самият Войнович също е ранен в крака. На 23 декември 1917 г. Войнович с няколкото останали му верни четници и обкръжен от български войници и след тежко сражение се самоубива за да не попадне жив в ръцете на българските власти. В плененият му дневник пише, че терористите му са се обличали в български униформи и са извършвали масови мародерства, убийства, изнасилвания и дори нанизвания на шишове и печене на българи, в това число и деца с цел предотвратяване на десърбизацията и ребългаризацията на Поморавското население и водене на международна противобългарска пропаганда.
Тялото му свалено в Куршумлия и изложено на показ за назидание.

## ((sr))Литература
- Андреј Митровић, Устаничке борбе у Србији 1916—1918, Београд 1987.
- Миливоје Перовић, Топлички устанак 1917, Београд 1971.
- Поповић, Никола Б. (2000). Срби у Првом светском рату 1914—1918.. Нови Сад: Друштво историчара Јужнобачког и Сремског округа.